# Dziennik (prasa)
Ten artykuł należy dopracować:

przedstawiono sytuację tylko z polskiej perspektywy – artykuł powinien być przekrojowy.
Pomóż go poprawić. Na stronie dyskusji mogą znajdywać się pomocne komentarze.

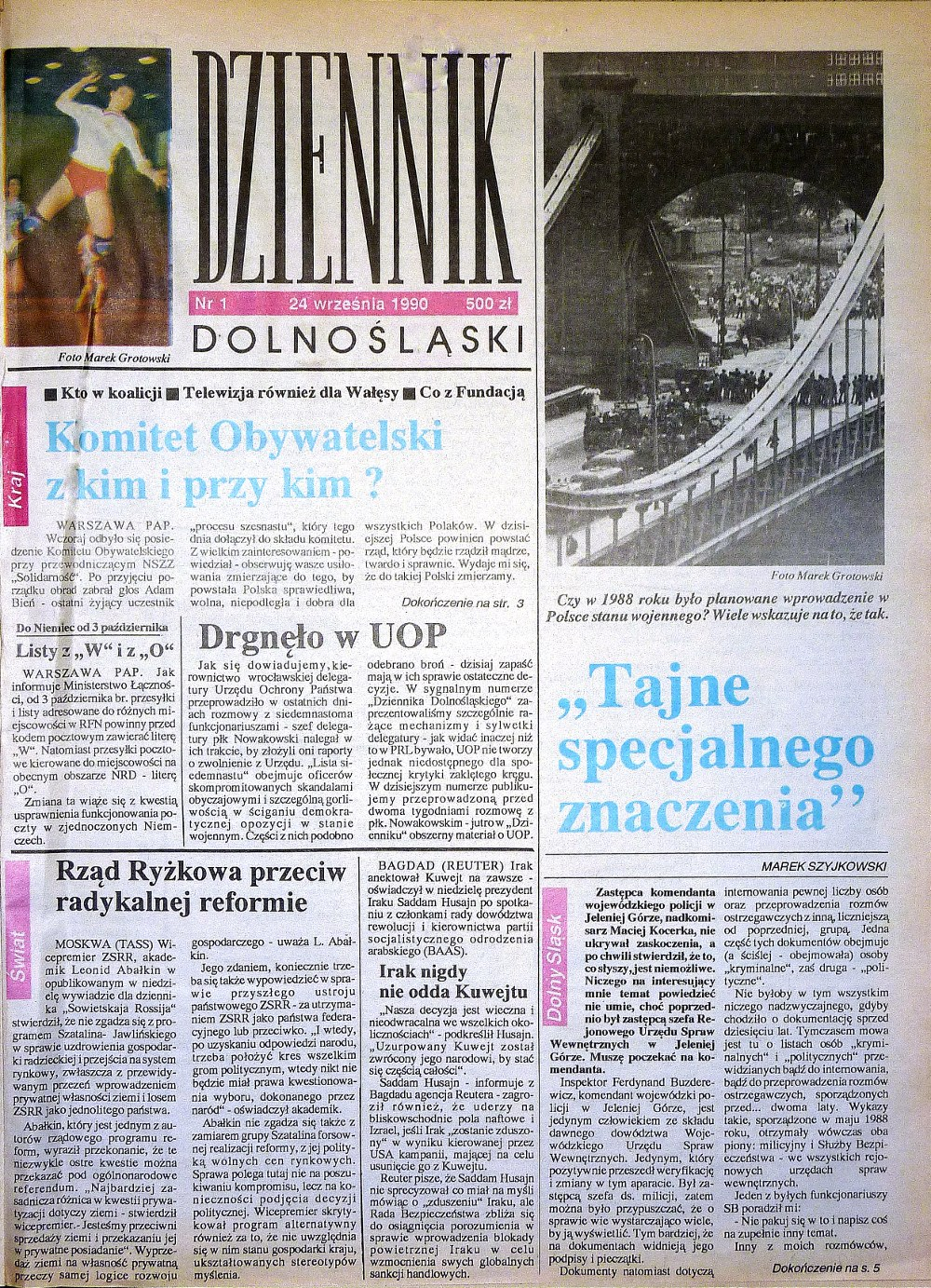
Dziennik Dolnośląski z Wrocławia, 1990 r.

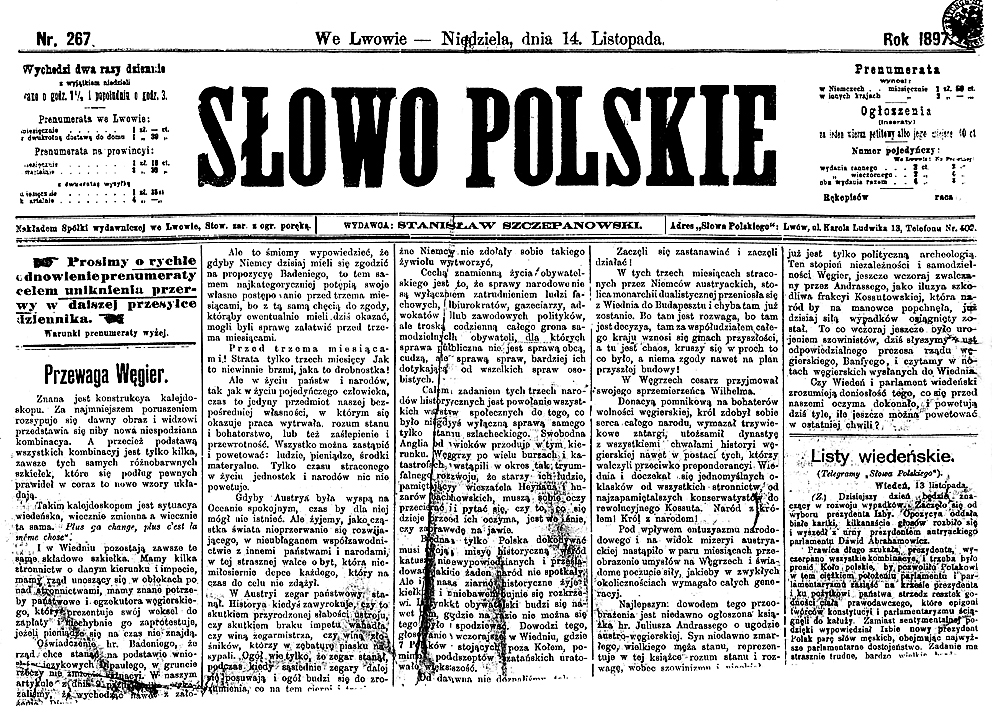
Słowo Polskie ze Lwowa, 1897 r.; widoczna informacja: „Wychodzi dwa razy dziennie z wyjątkiem niedzieli”

Dziennik – zbiór publikacji prasowych ukazujący się codziennie. Najczęściej dzienniki nie ukazują się w niedziele i święta. Pierwszy dziennik powstał pod auspicjami Gajusza Cezara z rodu Julii i wydawany był na papirusie.

## Dzienniki w Polsce
Zgodnie z obowiązującym w Polsce prawem prasowym (Ustawa – Prawo prasowe z dnia 26 stycznia 1984 r. (Dz.U. z 2018 r. poz. 1914)), dziennik jest to „ogólnoinformacyjny druk periodyczny lub przekaz za pomocą dźwięku oraz dźwięku i obrazu, ukazujący się częściej niż raz w tygodniu”.

### Największe dzienniki ogólnopolskie
Najbardziej rozpowszechnione (dane Związku Kontroli Dystrybucji Prasy za I kwartał 2019):
| Tytuł                    | Średni nakład jednorazowy | Sprzedaż ogółem |
| ------------------------ | ------------------------- | --------------- |
| Fakt                     | 351 830                   | 223 109         |
| Super Express            | 191 747                   | 114 199         |
| Gazeta Wyborcza          | 150 915                   | 88 784          |
| Rzeczpospolita           | 53 130                    | 41 577          |
| Dziennik Gazeta Prawna   | 45 545                    | 36 593          |
| Przegląd Sportowy        | 50 550                    | 21 046          |
| Gazeta Polska Codziennie | 51 940                    | 13 527          |
| Puls Biznesu             | 9925                      | 9434            |
| Gazeta Giełdy Parkiet    | 5877                      | 3849            |

### Największe dzienniki regionalne
Najbardziej rozpowszechnione (dane Związku Kontroli Dystrybucji Prasy za I kwartał 2019):
| Tytuł                 | Średni nakład jednorazowy | Sprzedaż ogółem |
| --------------------- | ------------------------- | --------------- |
| Gazeta Pomorska       | 31 178                    | 26 175          |
| Dziennik Zachodni     | 32 675                    | 20 854          |
| Głos Wielkopolski     | 25 712                    | 18 893          |
| Express Ilustrowany   | 22 187                    | 15 063          |
| Dziennik Bałtycki     | 19 441                    | 13 389          |
| Głos Dziennik Pomorza | 18 626                    | 12 993          |
| Dziennik Łódzki       | 19 897                    | 12 694          |
| Gazeta Lubuska        | 16 273                    | 12 363          |
| Dziennik Polski       | 18 267                    | 11 034          |
| Echo Dnia             | 17 322                    | 10 900          |